# Erotylathris exaratus
Erotylathris exaratus is een keversoort uit de familie knotshoutkevers (Bothrideridae). De wetenschappelijke naam van de soort werd in 1846 gepubliceerd door Frederick Ernst Melsheimer.